# Chloridolum thailandicum
Chloridolum thailandicum là một loài bọ cánh cứng trong họ Cerambycidae.